# Somorgollaire d'ulleres
El somorgollaire d'ulleres (Cepphus carbo) és un ocell marí de la família dels àlcids (Alcidae) que habita la costa occidental del Pacífic Septentrional.

## Morfologia
- Semblant en grandària a les altres espècies del gènere Cepphus, amb una llargària d'uns 38 cm i un pes d'uns 650 g.
- El plomatge d'estiu és completament negre amb uns conspicus anells blancs al voltant dels ulls.
- En hivern parts inferiors, incloent barbeta i gola, blanques.
- Bec negre i potes vermelles.
- Joves similars als adults en hivern però amb la gola grisa.

## Hàbitat i distribució
Viu mar endins i a costes rocoses. Cria a roques i penya-segats costaners, des del Mar d'Okhotsk cap al sud fins al krai de Primórie, Corea, Sakhalín, illes Kurils i nord del Japó.